# Grimbergen (Bier)

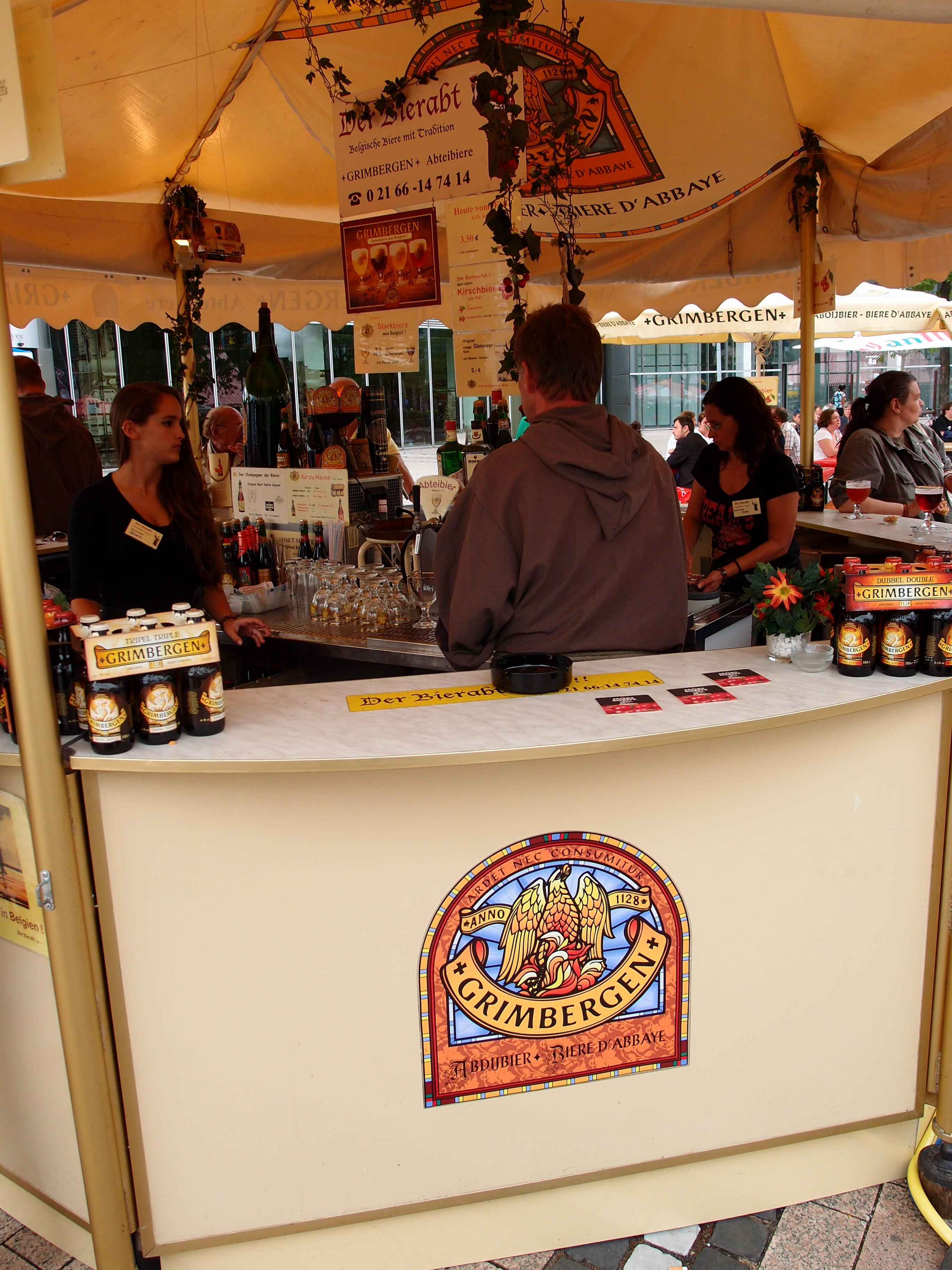
Grimbergen auf der 14. Kölner Bierbörse (2012)

Grimbergen ist ein belgisches Abteibier, das seit 1958 durch die belgische Brauerei-Gruppe Alken-Maes gebraut wurde. Seit 2008 hält Carlsberg die internationalen Markenrechte, und das Bier wird an verschiedenen Standorten des Konzerns gebraut. Nur für den belgischen Markt wird Grimbergen weiterhin von Alken-Maes, Teil des Heineken-Konzerns, produziert.

## Geschichte
In der vom heiligen Norbert von Xanten gegründeten Prämonstratenserabtei in Grimbergen wurde bereits 1128 erstmals Bier gebraut. Der eigene Braubetrieb wurde seit der Französischen Revolution eingestellt; die ursprüngliche Braustätte im Kloster der Norbertinermönche dient heute als Biermuseum.

## Biersorten
- Blonde (6,7 %)
- Cerise (Fruchtbier, Rot) (6 %)
- Dubbel (Bruin) (6,5 %)
- Tripel (Blonde) (9 %)
- Optimo Bruno (Bruin) (10 %)
- Dorée 8 (8 %)
- La Réserve 8.5° (8,5 %)
- Blanche (Weißbier) 6,0° (6 %)
- Rouge (Fruchtbier, Rot) (6 %)
- Rouge Intense (Fruchtbier, Rot) (5,5 %)
- Double Ambrée (6,5 %)
- Pale Ale (5,5 %)

## Galerie

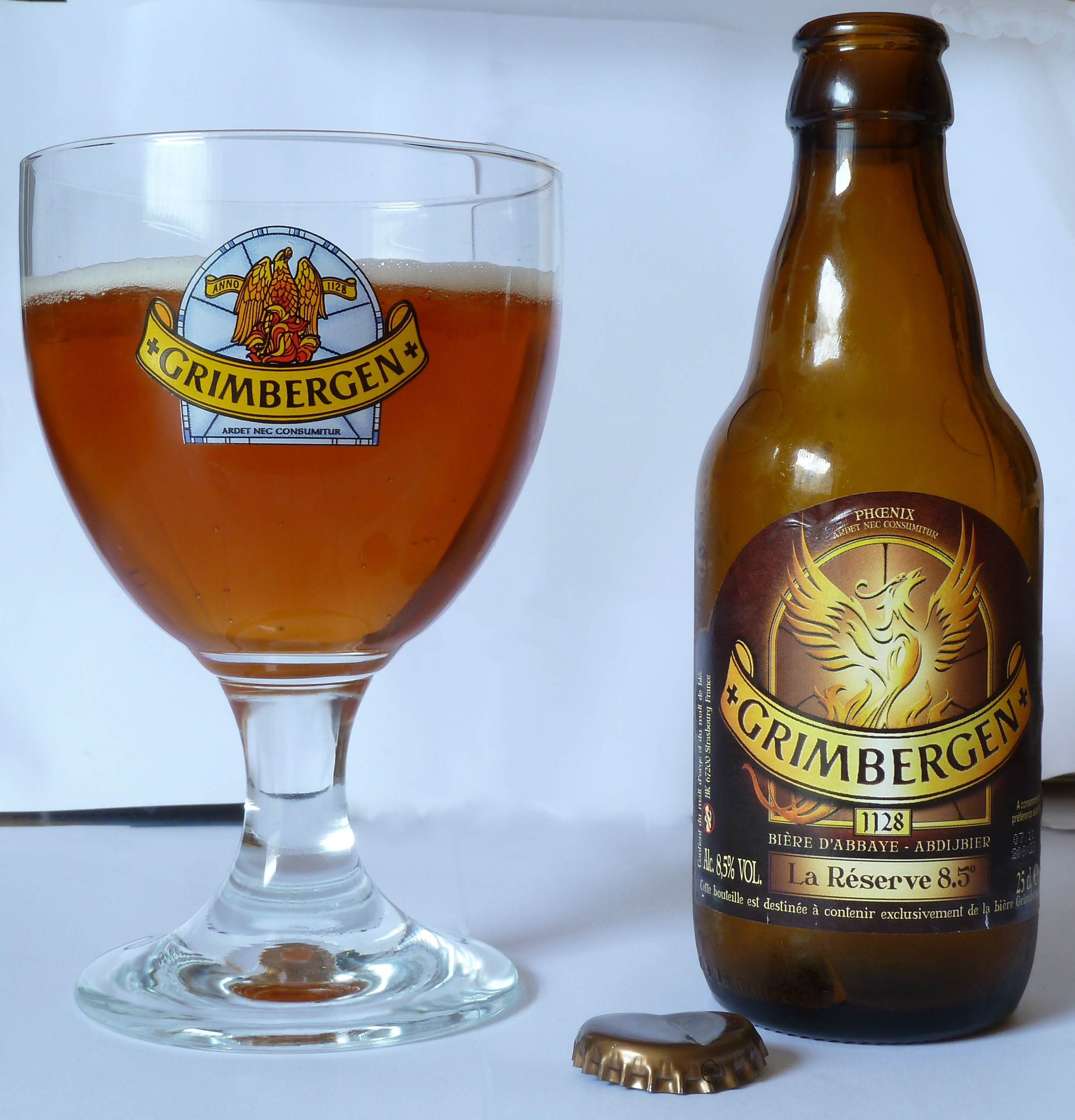
Kelchglas
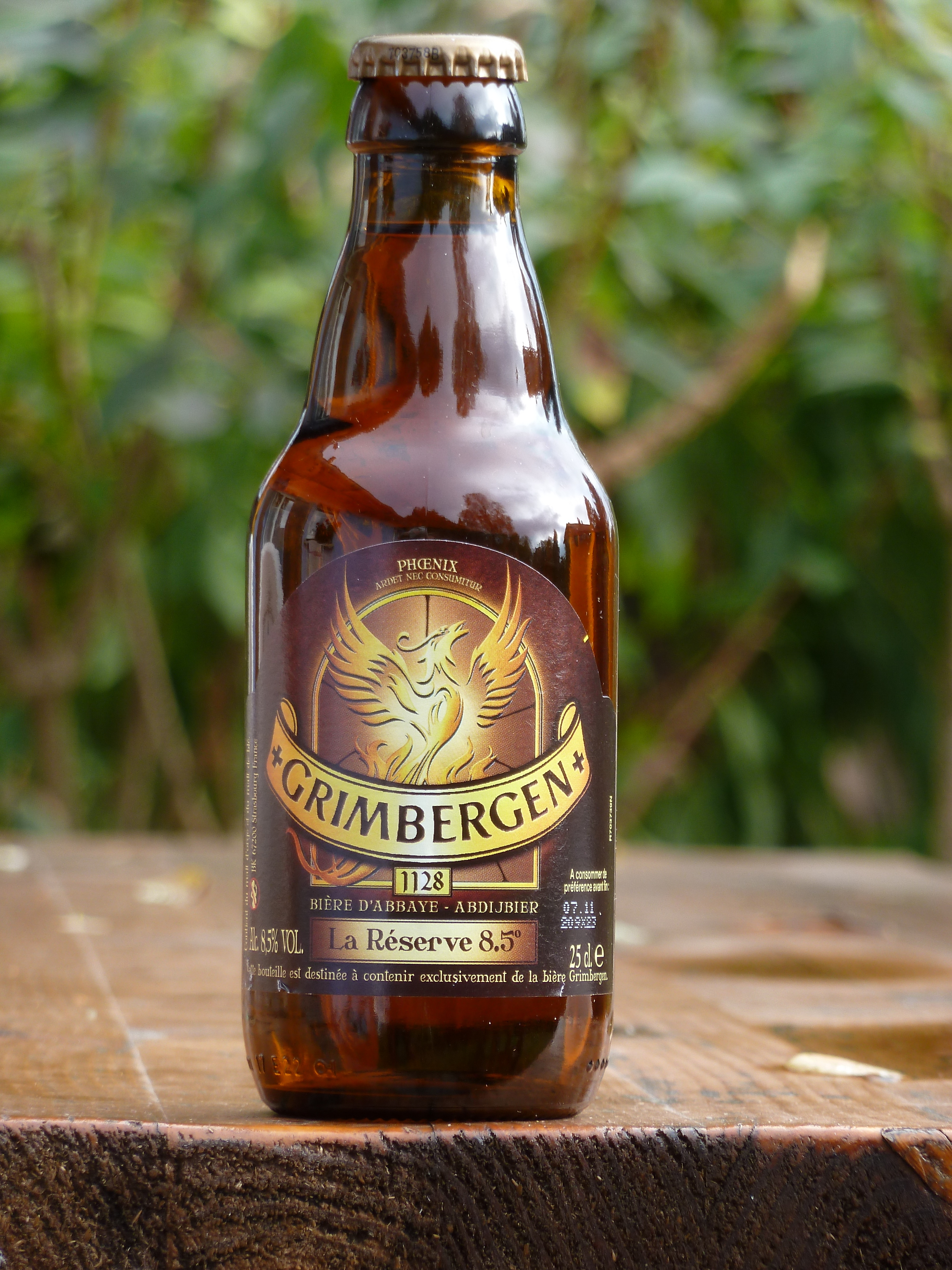
La Réserve 8.5°
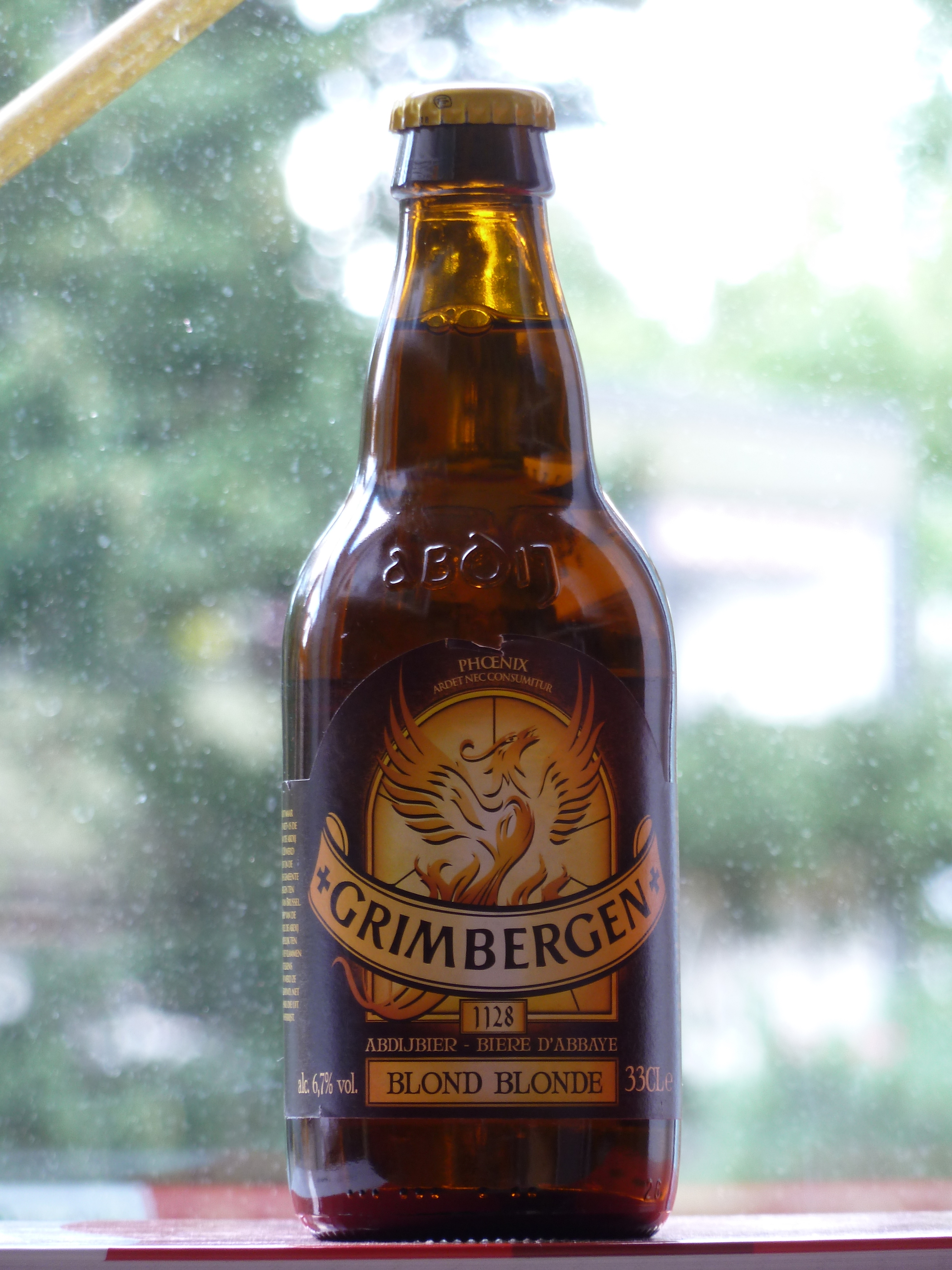
Blonde
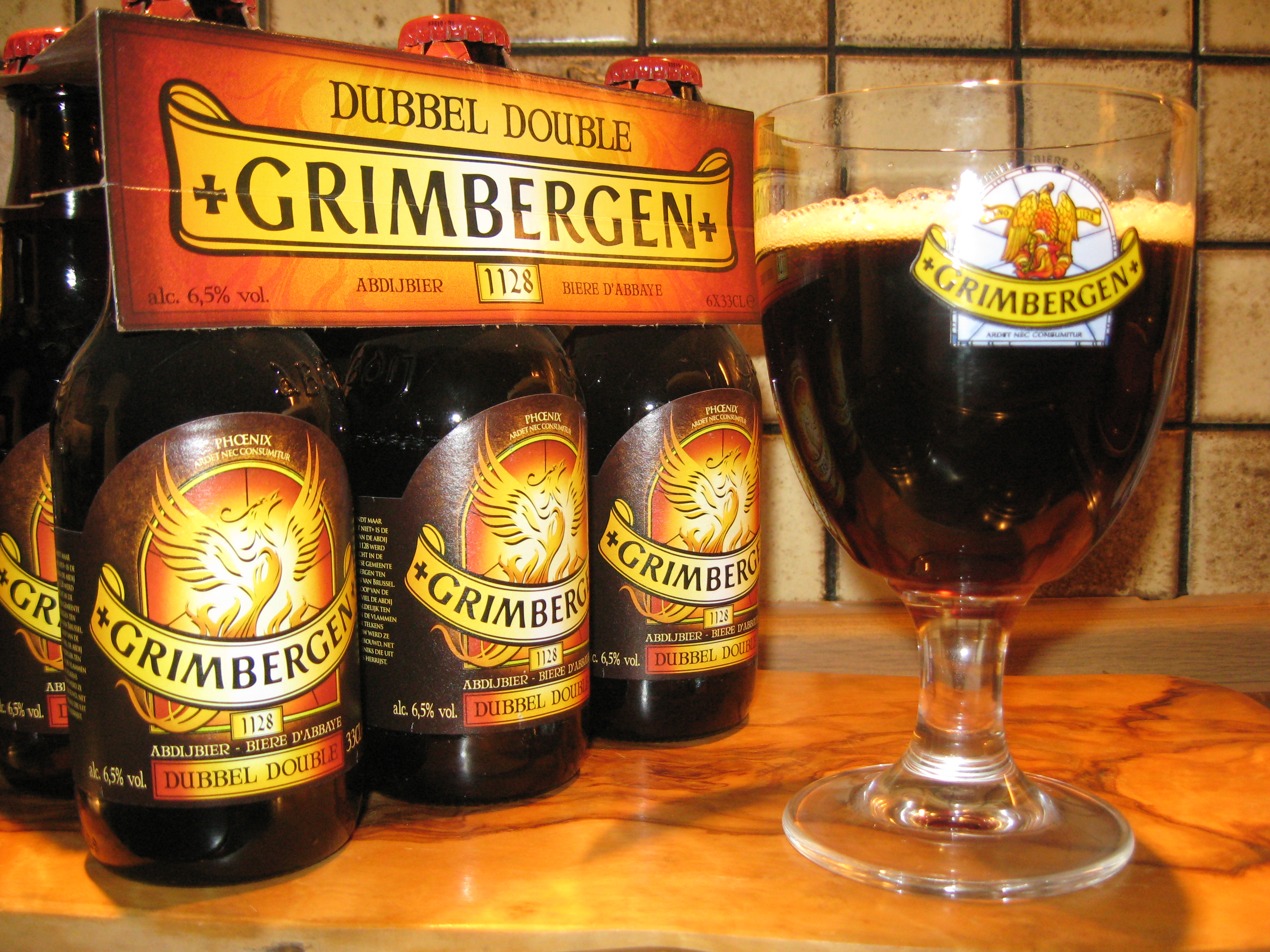
Dubbel